# Edmund Joseph Fitzgibbon
Edmund Joseph Fitzgibbon SPS (* 1. März 1925 in Ballylegan bei Glanworth, County Cork, Irland; † 17. April 2010 in Kiltegan, County Wicklow, Irland) war ein irischer Ordensmissionar und römisch-katholischer Bischof von Warri in Nigeria.

## Leben
Edmund Joseph Fitzgibbon trat der Ordensgemeinschaft der St. Patrick’s Gesellschaft für auswärtige Missionen in Kiltegan, Wicklow, bei und empfing am 9. April 1950 die Priesterweihe. Er war in der Mission in Afrika tätig. 
Am 25. November 1964 ernannte ihn Papst Paul VI. zum Präfekten der Apostolischen Präfektur Minna, die er bis zu deren Erhebung zum Bistum Minna am 17. September 1973 leitete. Am 20. November 1975 ernannte ihn Paul VI. zum Titularbischof von Forum Traiani sowie zum Apostolischen Administrator der Bistümer Port Harcourt und Warri. Die Bischofsweihe spendete ihm der Präfekt der Kongregation für die Evangelisierung der Völker, Agnelo Kardinal Rossi, am 6. Januar des folgenden Jahres in Rom; Mitkonsekratoren waren der Kurienerzbischof und spätere Kardinal Bernardin Gantin und sein Ordensbruder James Moynagh SPS, Altbischof von Calabar in Nigeria. Am 31. August 1991 ernannte ihn Papst Johannes Paul II. zum Bischof von Warri. Seinen vorzeitigen Rücktritt nahm Papst Johannes Paul II. am 3. März 1997 an.
Edmund Joseph Fitzgibbon war Konzilsvater der vierten Sitzungsperiode des Zweiten Vatikanischen Konzils.